# ドゥーンズベリー
『ドゥーンズベリー』 (Doonesbury) はギャリー・トゥルードーによる、アメリカの漫画。
主人公のマイケル（マイク）・ドゥーンズベリーは、トゥルードーが自分をモデルにしたキャラクターで、タイトルもここから取られている。主人公の名前は1960年代のプレップスクールのスラングで、「バカに見えることを恐れない者」という意味を持つ"ドゥーン"と、そのあだ名をつけられていたルームメイトのチャールズ・ピルズベリーによる。
この漫画は、1968年9月、イェール大学の学生新聞である『イェール・デイリー・ニューズ』に初めて登場した。イェール大学では、この新聞は「ブル・テールズ」と呼ばれ、地域のイベント情報を扱うものだった。しかし、1960年代後半に編集長を務め、のちにアメリカの連邦通信委員会の議長になったReed Hundtは、「私たちはなんでも載せた」と、『デイリー・ニューズ』が漫画の掲載についても柔軟な方針を持っていたと言う。
1970年10月26日に、Universal Press Syndicate経由の最初の漫画として、ドゥーンズベリーはおよそ20の新聞に新しく掲載された。そして、タイムリーで皮肉なユーモアを持つ、社会的・政治的（大抵の場合リベラル）な批評で知られることになった。現在世界中で、1400の新聞に配信されており、日本では『ジャパンタイムズ』に連載されている。1976年時点でアメリカとカナダの新聞連載だけで6000万人以上の読者を持っていた。コミックの総売上は全世界で700万部を超える。
ドゥーンズベリーは、単なる面白ページではなく、記事としての漫画を成立させたパイオニアだった。1975年、漫画としては初めて、トゥルードーはピュリッツァー賞を受賞した。ジェラルド・R・フォード大統領は、1970年代にこう評した：「ワシントンで何が起こっているか知る方法は３つある。電子メディア、印刷メディア、そしてドゥーンズベリー――もっとも、この順番にとは限らないが」
ドゥーンズベリーは、しばしばアメリカの実在する政治家を取り上げるが、彼らの顔を描くことはほとんどない。そのかわりに、彼らのキャラクターを表すシンボルを使う。例えば、ジョージ・W・ブッシュ大統領はカウボーイがかぶるステットソン帽として描かれる。その理由は、彼が大統領になる前はテキサス州の知事だったからだ。その後、ブッシュ大統領のシンボルは帝国主義を表すローマの軍隊のヘルメットに変わった。
トゥルードーはまた、不動産業者、スチュワーデス、コンピューターおたく、ジャーナリスト、大統領側近などの人々に使われるジャーゴンをうまく利用している。
この漫画は、舞台化、アニメ化もされている。

## 登場人物
マイク・ドゥーンズベリー
以前は広告代理店で働いていて、現在はソフトウェア企業の共同創立者。
マーク・スラックメイヤー
かつての学生運動の闘士で、現在はラジオDJ。この漫画のなかで、同性愛者であることを公にしている数少ない人物。
ジョーニー・コーカス
元専業主婦で「リビー」とも呼ばれる。マイクとマークに出会い、ロー・スクールに進学し、ジョン・アンダーソン・キャンペーンでマイクと一緒に働く。ジャーナリストのリック・レドファンと結婚した。